# Shen Mengyu
Shen Mengyu (沈梦雨S; Shanghai, 19 agosto 2001) è una calciatrice cinese, centrocampista del London City Lionesses e della nazionale cinese.

## Carriera

### Club
Nata a Shanghai nel 2001, ha iniziato l'attività in patria vestendo la maglia del club della sua città natale, lo Shanghai Shengli, prima nelle sue sezioni giovanili per venire infine aggregata alla prima squadra nel 2020, debuttando quello stesso anno in Chinese Women's Super League, il livello di vertice del campionato cinese di categoria.
Nel 2021, all'età di 19 anni, coglie l'opportunità di continuare l'attività all'estero, trasferendosi in Europa, in Scozia, firmando un contratto con il Celtic per giocare in Scottish Women's Premier League.
Prima giocatrice cinese a giocare in Scozia, Shen contribuisce a far vincere al club di Glasgow la Scottish Women's Premier League Cup del 2021 e la Scottish Women's Cup del 2022, in una stagione che si è conclusa con uno storico double. Nella stagione successiva (2022-2023) ha inoltre conquistato una seconda Scottish Women's Cup.

## Palmarès

### Club
- Campionato scozzese: 1

Celtic: 2023-2024
- Scottish Women's Cup: 2

Celtic: 2021-2022, 2022-2023
- Scottish Women's Premier League Cup: 1

Celtic: 2021
- Campionato inglese di seconda divisione: 1

London City Lionesses: 2024-2025